# Koskull (Adelsgeschlecht)

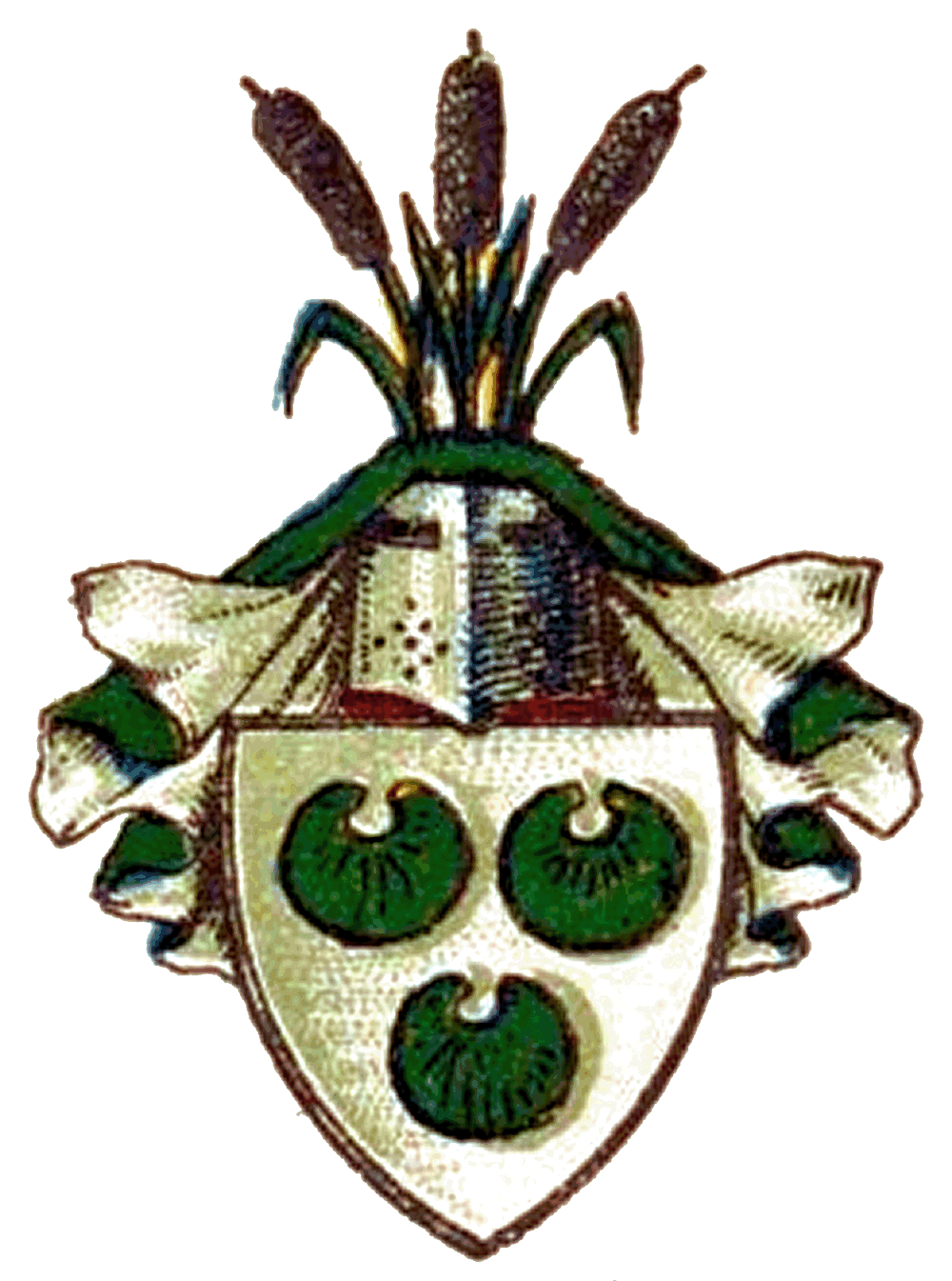
Stammwappen derer von Koskull

Koskull, auch Koschkull (so auch ausgesprochen) ist der Name eines baltischen Adelsgeschlechts, das auch in Schweden, Preußen und Russland zu Ansehen gelangte und dessen Zweige in der Gegenwart fortbestehen.

## Geschichte
Die Koskull gehören zu den ältesten deutschen Geschlechtern Livlands. Sie sind wappen- und wahrscheinlich auch stammverwandt mit den von der Pahlen. Der gemeinsame Stammvater ist wohl schon Mitte des 13. Jahrhunderts als Kreuzfahrer nach Livland gekommen. Die Ursprungsheimat ist nicht bekannt, die beiden Familiennamen stammen wohl von dort erhaltenen Lehnsbesitzen: Der Hof Kosküll bei Dickeln (heute Dikļi bei Valmiera, Lettland) lag am Pahle-Bach. Der Ritter Andreas de Koskele wird 1302 erstmals genannt, als erzstiftsch-rigaischer Vasall.
Die Koskull gehörten mit ihrem umfangreichen Grundbesitz zu den einflussreichsten und angesehensten rigischen Vasallengeschlechtern. Bereits um 1400 war die Familie weit verbreitet und machte sich bis ins 17. Jahrhundert auch in Estland, Kurland, Schweden und Finnland, im 18. Jahrhundert auch in Preußen sesshaft.

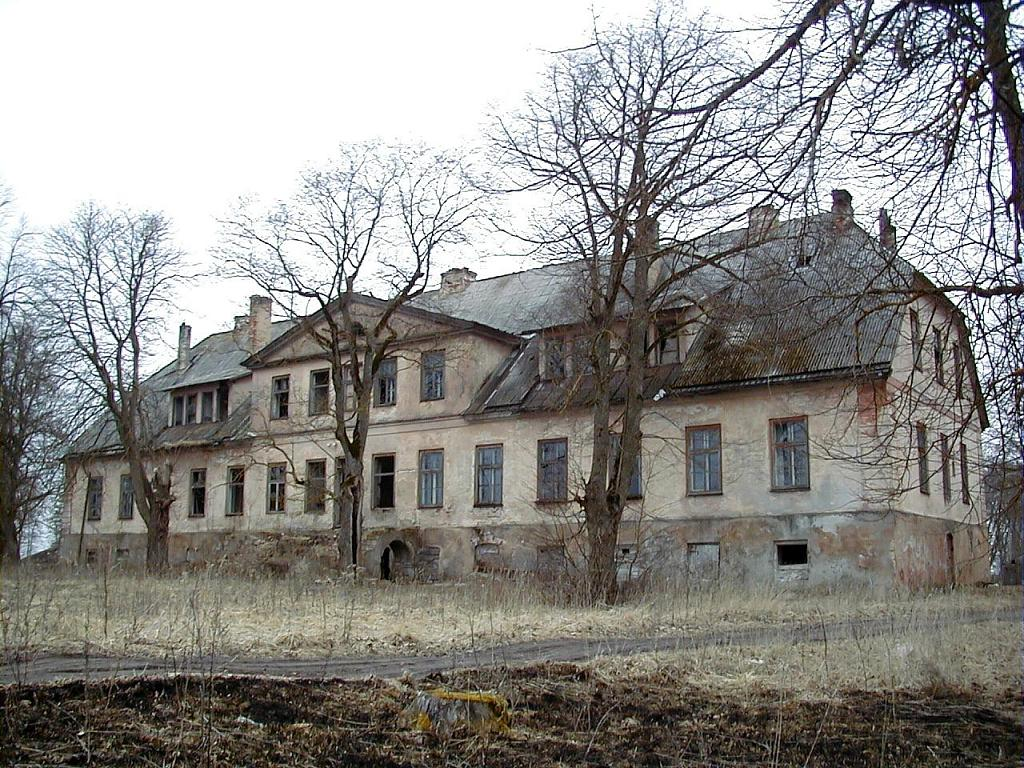
Adsirn, Lettland

Im 14. Jahrhundert gehörten die Güter Koskullshof (auch Stumpen genannt), bestehend aus Lappier mit Carlsberg (heute Ozolu/Lettland) und Schujenpahlen (oder Buddenbrok) der Familie. Pernigel kam von 1467 bis 1490 an sie. Später kamen Napküll mit Sutzen, Kulsdorf und das Dorf Lemskull an sie. Bis zum 18. Jahrhundert gehörten Klein-Autz (Mazauce) und Ostrominsky (Košķele) zum Besitz. Das Gut Asuppen (Aizupe im Bezirk Kandava/Kandau) kam 1719 an Peter von Koskull und blieb bis 1793 im Besitz. Ferner gehörten Goldbeck und Wisikum und von 1714 bis zur Enteignung durch die Landreform 1920 das Gut Adsirn (Aizdzires muiža im Bezirk Kandava).
Die Familie wurde 1742 in die Livländische Ritterschaft, 1777 in die Estländische Ritterschaft und 1841 in die Kurländische Ritterschaft immatrikuliert. Bereits 1834 erging ein preußisches Freiherrndiplom, 1862 und 1879 wurde dem Gesamtgeschlecht das Führen des russischen Baronstitels genehmigt. 1803 kam der Reichsgrafenstand an einen Zweig des Geschlechts und 1898 wurde noch einmal ein russisches Grafendiplom erteilt.
In Schweden wurde 1638 Anders d. J. Koskull von Maidellshoff naturalisiert und mit der Nr. 248 in die Adelsklasse der schwedischen Ritterschaft introduziert. Seine Schwiegermutter war Constantia Eriksdotter, eine uneheliche Tochter von König Erik XIV. 1719 wurden seine Nachfahren, der spätere Generalleutnant Anders Koskull mit der Nr. 160 und der Generalmajor Otto Johan Koskull zu Stensholm 1720 mit der Nr. 184 in die Freiherrnklasse erhoben. Das Gut Engaholm bei Alvesta mit 6.200 ha gehört seit Anfang des 18. Jahrhunderts bis heute den schwedischen Freiherren Koskull.

## Wappen
Das Stamm- und freiherrliche Wappen zeigt in Blau (oder in Silber) drei grüne Seeblätter (2:1). Auf dem Helm mit grün-gold-blauen Decken ein goldener aus vier Federn bestehender Pfauenspiegel, zwischen den Federn drei natürliche Rohrkolben.

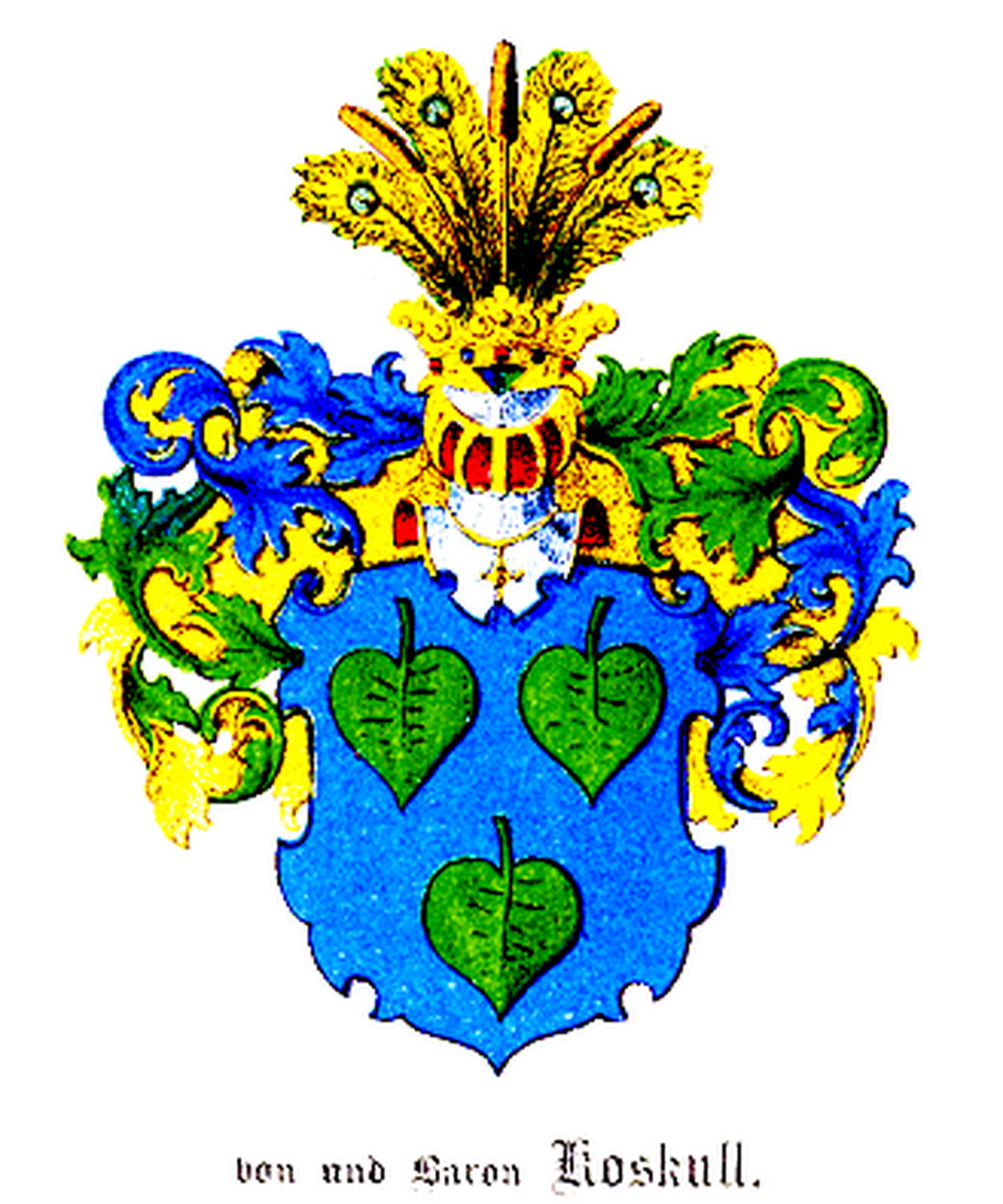
Stamm- und freiherrliches Wappen des Geschlechts von Koskull
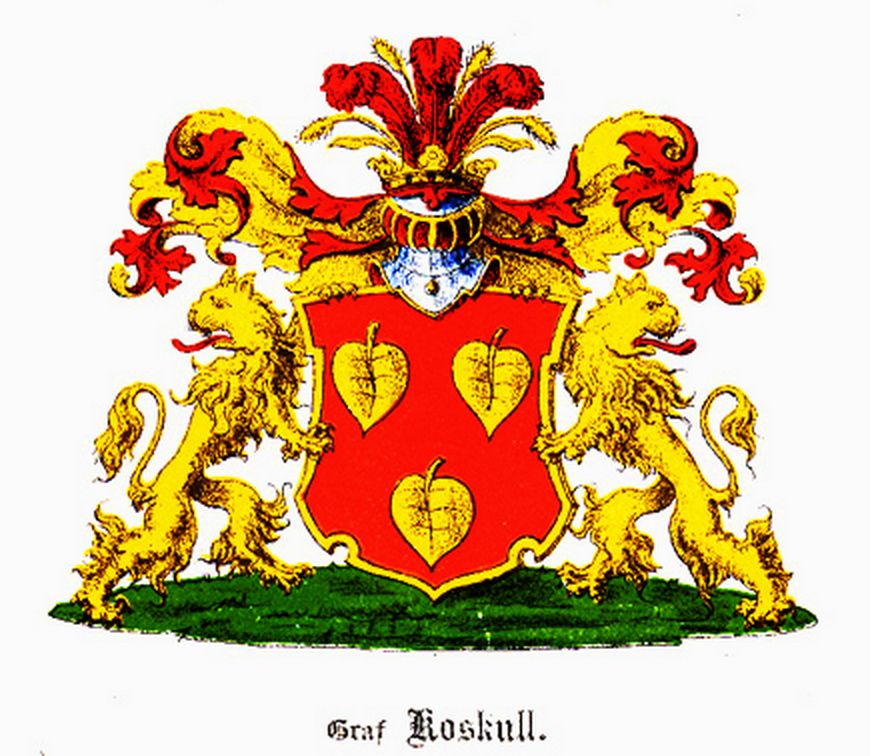
gräfliches Wappen des Geschlechts von Koskull (1803)

## Bekannte Familienmitglieder
- Anders Koskull (1677–1746), schwedischer Generalleutnant[3]
- Ernst von Koskull (1775–1856), preußischer Generalleutnant
- Peter Johann von Koskull (1786–1852), russischer Generalleutnant
- Leonhard von Koschkull (1798–1872), preußischer Generalleutnant
- Adam von Koskull (1800–1874), kurländischer Landesbeamter
- Andreas von Koskull (1906–1992), deutsch-baltischer SS-Standartenführer und Kriegsverbrecher
- Josi von Koskull (1898–1996), deutsch-baltische Schriftstellerin und Übersetzerin[4]

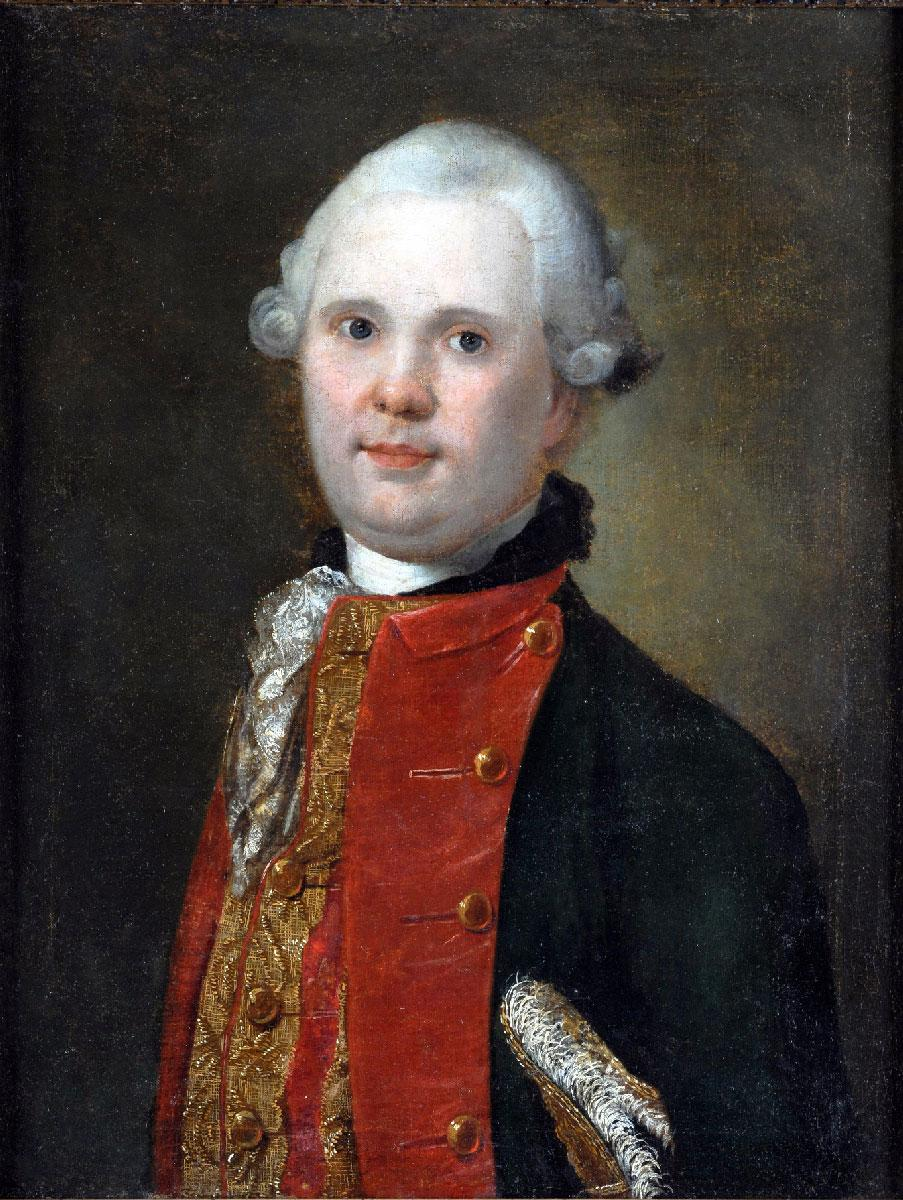
Karl Reinhold von Koskull (1731–1804), Kapitän-Leutnant des russischen Leibgarde-Regiment
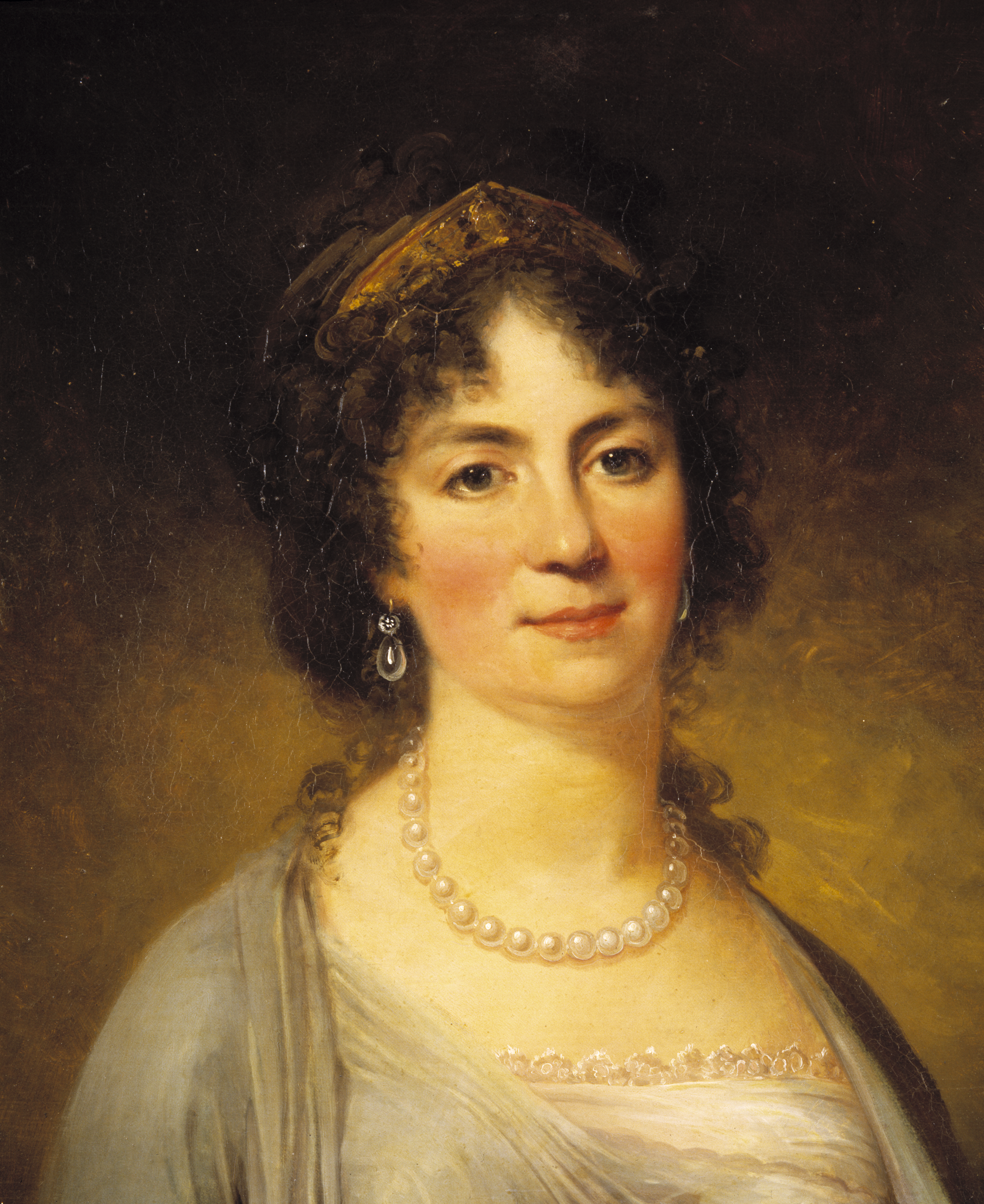
Ulrica Katharina Koskull (1759–1805), Gattin von Magnus Fredrik Brahe (1756–1826)
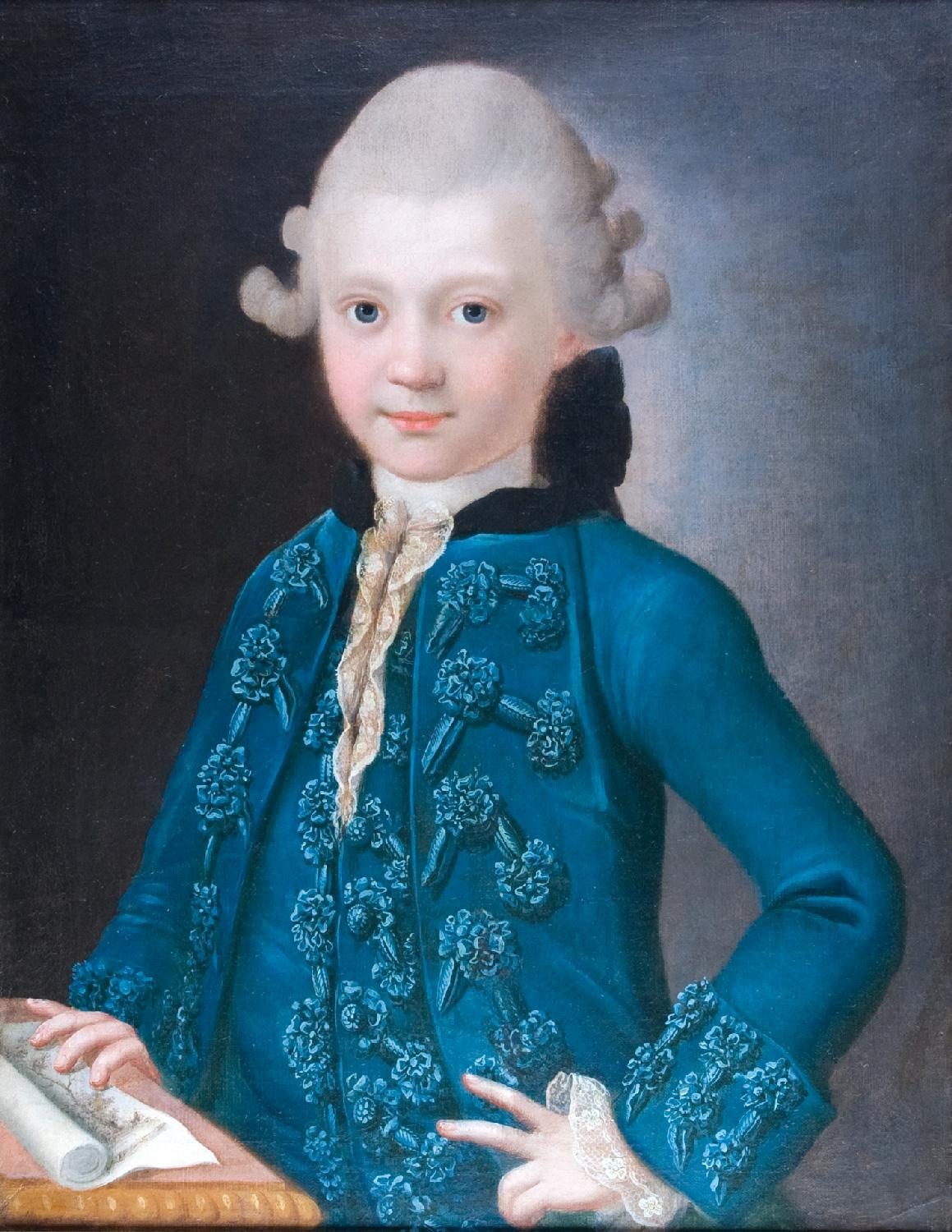
Peter August Friedrich von Koskull (1763–1827)
Aurora Wilhelmina Koskull (1778–1852), schwedische Salonnière, zweite Gattin von Magnus Fredrik Brahe
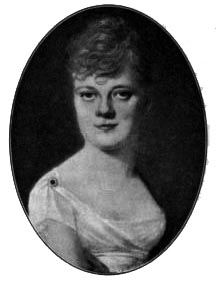
Mariana Koskull (1785–1841), schwedische Hofdame, Mätresse Karls XIII. und Karls XIV.
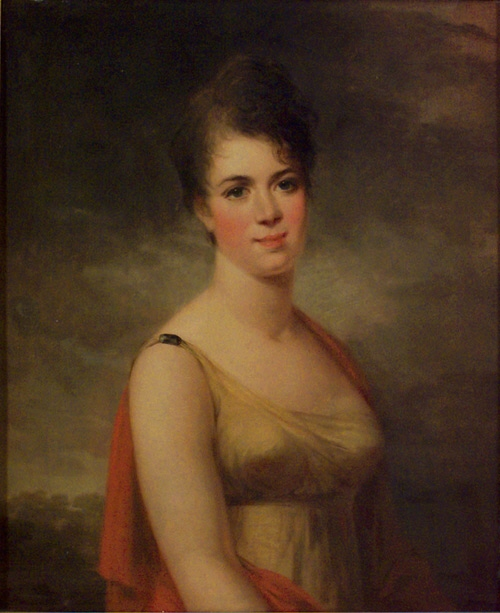
Constance Koskull (1788–1840)
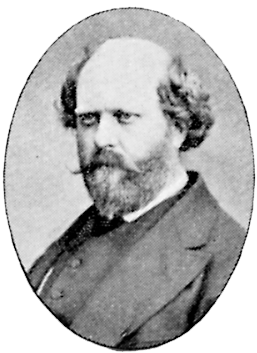
Anders Gustaf Koskull (1831–1904), Maler der Düsseldorfer Schule
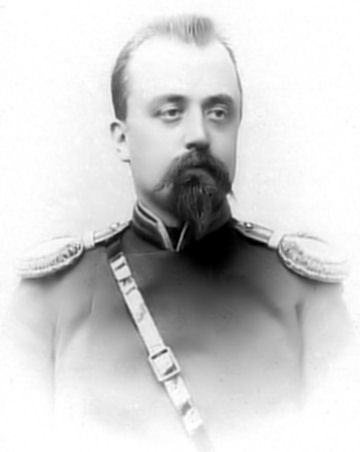
Wilhelm Georg Woldemar von Koskull (1864–1923)